# Vuelta a España 1950
Die 9. Vuelta a España war ein Radrennen, das vom 17. August bis zum 10. September 1950 ausgetragen wurde. Es bestand aus 25 Etappen mit einer Gesamtlänge von 3978 Kilometern. Sieger wurde der Spanier Emilio Rodríguez, der ebenfalls die Bergwertung gewann.

## Etappen
| Etappen     | Start – Ziel                      | km       | Etappensieger     | Gesamterster      |
| ----------- | --------------------------------- | -------- | ----------------- | ----------------- |
| 1. Etappe   | Madrid – Valladolid               | 190      | Omer Braeckeveldt | Omer Braeckeveldt |
| 2. Etappe   | Valladolid – León                 | 133      | Rik Evens         | Omer Braeckeveldt |
| 3. Etappe   | León – Gijón                      | 148      | Emilio Rodríguez  | Omer Braeckeveldt |
| 4a. Etappe  | Gijón – Torrelavega               | 167      | Bernardo Ruiz     | Omer Braeckeveldt |
| 4b. Etappe  | Torrelavega – Santander           | 78       | Emilio Rodríguez  | Emilio Rodríguez  |
| 5. Etappe   | Santander – Bilbao                | 177      | Antonio Gelabert  | Emilio Rodríguez  |
| 6. Etappe   | Bilbao – Irun                     | 240      | Emilio Rodríguez  | Emilio Rodríguez  |
| 7. Etappe   | Irun – Pamplona                   | 109      | Emilio Rodríguez  | Emilio Rodríguez  |
| 8a. Etappe  | Pamplona – Tudela                 | 90 (EZF) | Bernardo Capó     | Emilio Rodríguez  |
| 8b. Etappe  | Tudela – Saragossa                | 176      | Bernardo Ruiz     | Emilio Rodríguez  |
| 9. Etappe   | Saragossa – Lleida                | 144      | Umberto Drei      | Emilio Rodríguez  |
| 10. Etappe  | Lleida – Barcelona                | 167      | José Serra Gil    | Emilio Rodríguez  |
| 11. Etappe  | Barcelona – Tarragona             | 150      | Rik Evens         | Emilio Rodríguez  |
| 12. Etappe  | Tarragona – Castellón de la Plana | 194      | Luis Navarro      | Emilio Rodríguez  |
| 13. Etappe  | Castellón de la Plana – Valencia  | 65 (EZF) | Antonio Sánchez   | Emilio Rodríguez  |
| 14. Etappe  | Valencia – Murcia                 | 265      | Umberto Drei      | Emilio Rodríguez  |
| 15. Etappe  | Murcia – Lorca                    | 117      | Umberto Drei      | Emilio Rodríguez  |
| 16. Etappe  | Lorca – Granada                   | 222      | Alighiero Ridolfi | Emilio Rodríguez  |
| 17. Etappe  | Granada – Málaga                  | 183      | Umberto Drei      | Emilio Rodríguez  |
| 18. Etappe  | Málaga – Cádiz                    | 268      | Antonio Gelabert  | Emilio Rodríguez  |
| 19a. Etappe | Cádiz – Jerez de la Frontera      | 56 (EZF) | Andrés Trobat     | Emilio Rodríguez  |
| 19b. Etappe | Jerez de la Frontera – Sevilla    | 100      | José Serra Gil    | Emilio Rodríguez  |
| 20. Etappe  | Sevilla – Mérida                  | 200      | Victorio García   | Emilio Rodríguez  |
| 21. Etappe  | Mérida – Talavera de la Reina     | 228      | Bernardo Capó     | Emilio Rodríguez  |
| 22. Etappe  | Talavera de la Reina – Madrid     | 117      | Emilio Rodríguez  | Emilio Rodríguez  |